# Olethrius tyrannus
Olethrius tyrannus är en skalbaggsart som beskrevs av Thomson 1860. Olethrius tyrannus ingår i släktet Olethrius och familjen långhorningar.
Artens utbredningsområde är:
- Fiji.
- Tonga.
- Vanuatu.

Inga underarter finns listade i Catalogue of Life.